# Forêt de Champfromier
La forêt de Champfromier est une forêt du massif du Jura située dans le nord du département de l'Ain, en Auvergne-Rhône-Alpes.

## Géographie
La forêt de Champfromier est située sur le territoire des communes de Champfromier et de Giron. D'une superficie d'environ 1 600 ha, elle est longue d'environ 5 km pour une largeur de 3,5 km environ. Elle est située sur un plateau culminant en moyenne entre 1 150 et 1 200 m d'altitude, dominant les vallées de la Semine (nord et ouest) et de la Valserine (sud-est). Elle est bordée au nord par le cirque de la Roche Fauconnière et par le cirque des Avalanches au sud. Le plateau est situé à 2 km au sud-ouest du crêt de Chalam (1 540 m) et est dominé par trois sommets à sa bordure sud et est : le crêt de l'Auger (1 266 m), le Truchet (1 380 m) et la Haute Crête (1 431 m).

## Géologie
Le plateau se compose de deux synclinaux séparés par un anticlinal de faible importance. Le massif entièrement calcaire présente une morpholophie karstique caractéristique avec des lapiaz, gouffres, grottes ou résurgences. Localement, les gouffres prennent le nom de « tombaret ». Plus de cinquante sont répertoriés. Ils sont, pour la plupart, constitués d'un puits unique pouvant atteindre 60 mètres de profondeur pour les plus importants.
Le plateau présente d'importantes réserves en eau : des campagnes de mesures effectuées par des spéléologues ont établi un volume de fuite d'environ 10 500 000 m3 par an, avec un sommet d’aquifère mesuré à la cote de 880 mètres.

## Protection de la nature
La région de la forêt de Champfromier bénéficie d'un grand nombre de protections environnementales. Elle est incluse dans la ZNIEFF de type I Crêts du Jura, massif du Champfromier (n° 01060001) ; d'une superficie de plus de 2 866,97 ha, elle regroupe le plateau de la forêt de Champfromier, les cirques de la vallée de la Semine et le crêt de Chalam.
Elle est également incluse dans la zone Natura 2000 Crêts du Haut-Jura (46° 12′ 16″ N, 5° 55′ 19″ E) qui est constituée d'une zone de protection spéciale (FR8212025) et d'un site d'intérêt communautaire (FR8201643) qui sont confondus dans un même périmètre. Ces deux zones, d'une superficie de 17 346 ha, comprennent le plateau de la forêt de Champfromier, le crêt de Chalam et les monts Jura,.